# Ionenaustauschchromatographie

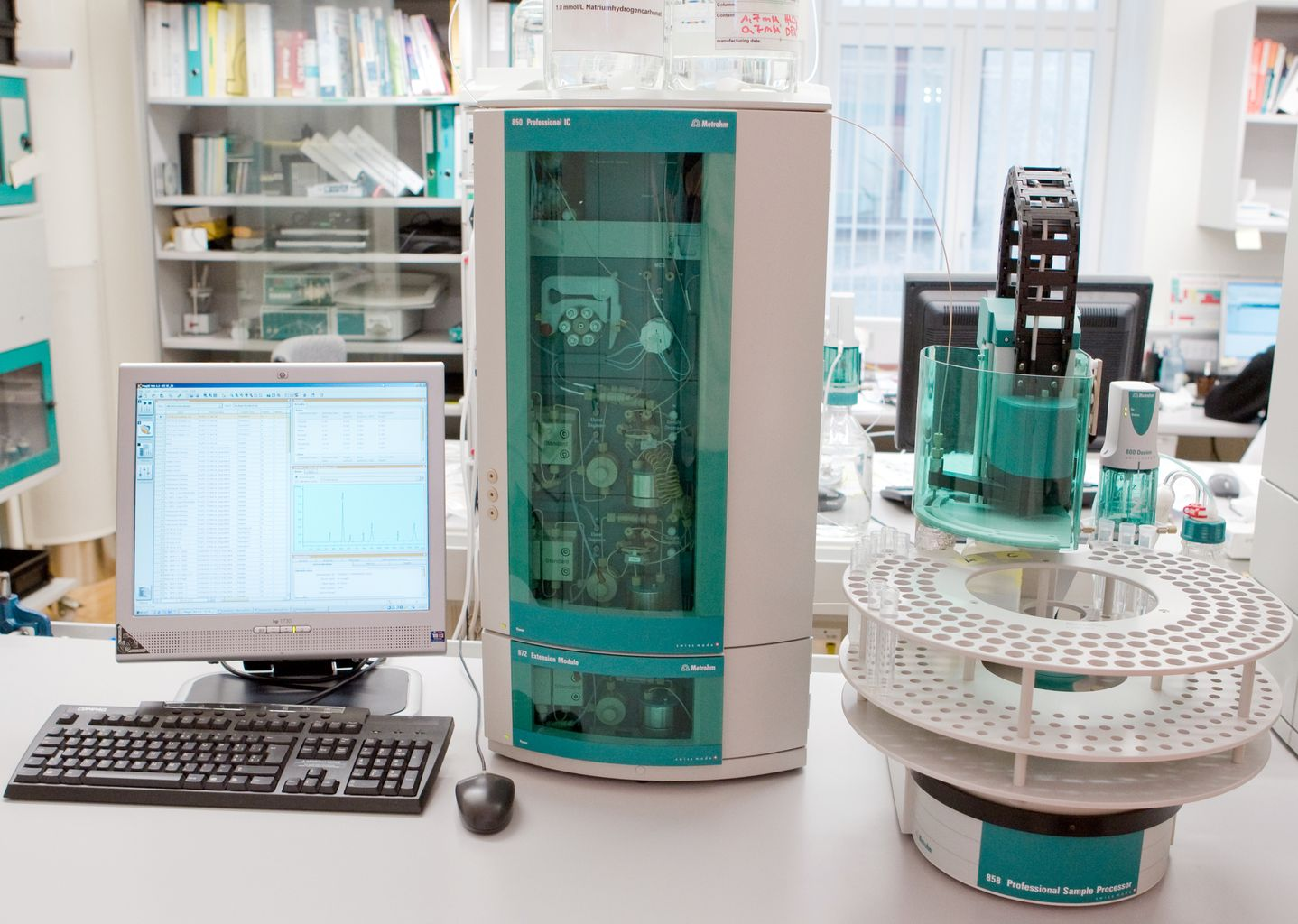
Eine Ionenchromatographie-Arbeitsstation

Die Ionenaustauschchromatographie, (IC) oft auch nur Ionenchromatographie,  ist eine analytische Methode in der Chemie und Biologie. Mit Hilfe dieses chromatographischen Verfahrens können Stoffe anhand ihrer Ladung getrennt werden. An einer polymeren Matrix befinden sich geladene funktionelle Gruppen, die reversibel Gegenionen (Kationen beim Kationenaustauscher und Anionen beim Anionenaustauscher) gebunden haben.

## Kurzer historischer Abriss
Der Ionenaustausch gehört zu den ältesten in der Literatur beschriebenen Trennprozessen. Als der Vorgänger der Ionenaustauschchromatographie gilt die klassische Säulenchromatographie, bei der die Probe in einzelne Bestandteile mehr oder weniger aufgespalten und mit Hilfe eines automatischen Fraktionssammlers aufgefangen wird. Nun wurden die aufgefangenen Proben oftmals nasschemisch untersucht. Das Eluensvolumen betrug oft mehrere Liter. Die enorme Steigerung der Leistungsfähigkeit ist auf Hamish Small zurückzuführen. Er entwickelte reproduzierbare Ionenaustauscherharze mit niedriger Kapazität und hoher chromatographischer Effizienz. Dies führte zu einer Verminderung der Injektionsvolumina auf zehn bis 100 Mikroliter, wodurch die Auflösung gesteigert werden konnte, man erhält sehr schmale Signale. Wichtige Verbesserungen stellen die automatische Detektion, die nun kontinuierliche Aufzeichnung der Signale ermöglicht, und die Einführung der Leitfähigkeits-Detektion dar.

## Das ionenchromatographische System
Mit der Pumpe wird die mobile Phase durch das gesamte System gefördert. Der Einlass der zu analysierenden Probe erfolgt mit Hilfe eines Schleifeninjektors. Die Probe wird zuerst injiziert und dann mit der Öffnung des Ventils durch die mobile Phase zum Trennsystem befördert. Injektionsvolumina von fünf bis 100 Mikroliter sind typisch.
Der wichtigste Bestandteil des ionenchromatographischen Systems ist die analytische Trennsäule. Bei den Trägermaterialien handelt es sich meist um Quarzglas (beschichtet), Ethylen-Tetrafluorethylen (ETFE), Epoxidharze, Divinylbenzol, Polymere oder Polyetheretherketon  (PEEK) mit einer niedrigen Kapazität an funktionellen Gruppen. Der Ionenaustausch wird meist bei Raumtemperatur betrieben.
Der Detektor dient zum qualitativen und quantitativen Nachweis eines Analyten. Da es sich um eine Relativmethode handelt, muss eine Kalibrierung zur Quantifizierung erfolgen. Am häufigsten wird der Leitfähigkeitsdetektor eingesetzt, daneben werden noch UV/VIS-, amperometrische und Fluoreszenz-Detektoren verwendet. Das System kann aber auch über einen Ionisator mit einem Massenspektrometer gekoppelt werden.
Die Aufgabe des dem Leitfähigkeitsdetektor vorausgeschalteten Suppressors liegt in der Unterdrückung der Eigenleitfähigkeit des Eluenten, wodurch die Nachweisgrenze des Analyten deutlich verbessert wird. Durch den Suppressor wird meist der Eluent aus dem Analytstrom entfernt und verworfen. Dies ist dementsprechend nur bei der Verwendung eines Leitfähigkeitsdetektors nötig.
Die Detektoren besitzen heutzutage oft Schnittstellen, so dass sie mit einem PC verbunden werden können. Die Auswertung erfolgt in der Regel über spezielle Chromatographiesoftware, die auch die Steuerung von Pumpen, Ventilen und Suppressor übernimmt.

## Die mobile Phase und der Eluent
Als mobile Phase werden alle flüssigen oder gelösten Substanzen, die als Stoffgemisch durch das ionenchromatographische System mit Hilfe der Pumpe gelangen, bezeichnet. Die mobile Phase besteht in der Regel aus Analysensubstanz (die zu analysierenden Ionen sind in der Abbildung mit „A“ gekennzeichnet) und dem Eluenten (die Eluentionen sind mit „E“ gekennzeichnet).
Die Aufgabe des Eluenten ist es, die nachzuweisenden Ionen, nachdem sie an der stationären Phase ausgetauscht und gebunden wurden, wieder loszulösen, damit ein Nachweis dieser Ionen ermöglicht wird.
Für diese Gleichgewichtsreaktion kann folgende allgemeine Formel angegeben werden:
{\displaystyle {\mathsf {y\ \cdot \ A_{M}^{x-}\ +\ x\ \cdot \ E_{S}^{y-}\Leftrightarrow y\ \cdot \ A_{S}^{x-}\ +\ x\ \cdot \ E_{M}^{y-}}}}
Hierbei steht „A“ für das Analytion, „E“ für das Eluention, „S“ für stationäre Phase, „M“ für mobile Phase, „x“ für den Betrag der Ladung des Analytions und „y“ für den Betrag der Ladung des Eluentions.
Die Art der einsetzbaren Elutionsmittel hängt von der verwendeten Detektionsart ab. Die Elutionsmittel für die Leitfähigkeitsdetektion werden wie folgt untergliedert:
- Elutionsmittel für die Leitfähigkeitsdetektion mit chemischer Unterdrückung der Grundleitfähigkeit und
- Elutionsmittel für die Leitfähigkeitsdetektion mit elektronischer Kompensation der Grundleitfähigkeit.

Des Weiteren müssen die Affinitäten von Eluent- und Solut- (nachzuweisenden) Ionen zur stationären Phase in etwa gleich sein.

## Die stationäre Phase und die Trennsäule
Als die stationäre Phase bezeichnet man die ruhende Phase, die in der Trennsäule als Trägermaterial dient. In der Hochleistungsflüssigkeitschromatographie verwendet man vor allem Ionenaustauscher auf Polymerbasis, da diese im Gegensatz zu den Säulen auf Kieselgelbasis auch im alkalischen Bereich stabil sind und arbeiten. Säulen, die mit Trägermaterial auf Kieselgelbasis arbeiten, besitzen eine etwas höhere chromatographische Effizienz; sie arbeiten jedoch nur im pH-Bereich von zwei bis acht.
Die stationären Phasen können in der Anionenaustauschchromatographie nicht nur durch die Art ihres Grundgerüsts unterschieden werden, sondern auch durch die Porenweite und die Kapazität des Trägermaterials. Die Ionenaustausch-Kapazität ist definiert als die Zahl der Ionenaustauschergruppen pro Gewichtseinheit des Säulenfüllmaterials. Die Einheit ist Milliäquivalent pro Gramm Harz. Je höher die Austauschkapazität ist, desto länger ist die Retentionszeit für das nachzuweisende Ion. Durch Zugabe von zusätzlichem Elutionsmittel kann dieser Effekt teilweise wieder kompensiert werden.
Als Beispiel sollen hier Latex-Anionenaustauscher aufgeführt werden, welche folgende Vorteile besitzen: Das Substrat ist gegenüber mechanischen Einflüssen relativ resistent und es garantiert einen moderaten Rückdruck. Die Latexteilchen weisen eine geringe Größe auf, woraus eine hohe chromatographische Effizienz der Trennsäule resultiert. Eine solche Trennsäule unterliegt nur geringen Schwell- und Schrumpfprozessen auf Grund der Oberflächenzusammensetzung und -funktionalisierung.
Es können billige Elutionsmittel verwendet werden (beispielsweise Natriumhydroxidlösung).
Die Säulen lassen sich für viele Trennprobleme anwenden. Die Selektivität wird von den Faktoren Höhe des Vernetzungsgrades des Latexpolymers und Art der funktionellen Gruppe am Latexpolymer beeinflusst.
Die Ionenaustauschkapazität hängt von folgenden Faktoren ab:
- Partikelgröße des Substrats (antiproportional)
- Größe des Latexteilchens (proportional)
- Latexbedeckungsgrad an der Substratoberfläche (proportional).

## Der Suppressor
Suppressoren werden angewendet, wenn die Detektion mittels Leitfähigkeitsmessung erfolgt. Ihre Aufgabe ist es, die Grundleitfähigkeit des Eluenten zu vermindern, deshalb erfolgt die Suppression, bevor die mobile Phase in die Leitfähigkeitsmesszelle eintritt. Ein Suppressor besteht im einfachsten Fall aus einer Ionenaustauschsäule in Wasserstoffform, das heißt die Austauschionen sind H+ bzw. H3O+.
Zunächst wurden sogenannte Säulen-Suppressoren eingesetzt, die periodisch mit H+ zu beladen (regenerieren) waren. Vor 25 Jahren wurde dieses Verfahren von kontinuierlich arbeitenden Membran-Suppressoren abgelöst. Allerdings werden in letzter Zeit auch wieder vermehrt Säulen-Suppressoren eingesetzt, wobei ein System aus 3 Säulen eingesetzt wird, die automatisch abwechselnd zur Suppression verwendet und regeneriert werden. Die Regeneration von Suppressoren erfolgt entweder kontinuierlich durch Elektrolyse von Wasser oder diskontinuierlich durch Säuren.
Folgende Gleichungen sollen diesen Austauschprozess verdeutlichen:
- der Eluent ist Natriumhydrogencarbonat (NaHCO3):

{\displaystyle \mathrm {Harz{-}SO_{3}H\ +\ NaHCO_{3}\longrightarrow \ Harz{-}SO_{3}Na\ +\ CO_{2}\ +\ H_{2}O} }
- der Eluent ist Natronlauge (NaOH):

{\displaystyle \mathrm {Harz{-}SO_{3}H\ +\ NaOH\longrightarrow \ Harz{-}SO_{3}Na\ +\ H_{2}O} }
Die nachzuweisenden Substanzen werden in analoger Weise in ihre korrespondierenden Säuren überführt:
- Analysensubstanz ist Natriumchlorid (NaCl):

{\displaystyle \mathrm {Harz{-}SO_{3}H\ +\ NaCl\longrightarrow \ Harz{-}SO_{3}Na\ +\ HCl} }
- Analysensubstanz ist Natriumbromid (NaBr):

{\displaystyle \mathrm {Harz{-}SO_{3}H\ +\ NaBr\longrightarrow \ Harz{-}SO_{3}Na\ +\ HBr} }
Aus diesen Gleichungen folgt, dass nur die schwach dissoziierende Kohlensäure bzw. Wasser als Reaktionsprodukt der Suppressorreaktion der Eluenten in die Leitfähigkeitsmesszelle gelangen. Diese Produkte sind fast nicht elektrisch leitend. Die Reaktionsprodukte der Analysensubstanzen sind im Gegensatz dazu sehr gut leitend, da sie im Wasser weitgehend dissoziieren:
{\displaystyle \mathrm {HCl\ +\ H_{2}O\longrightarrow \ H_{3}O^{+}\ +\ Cl^{-}} }
{\displaystyle \mathrm {HBr\ +\ H_{2}O\longrightarrow \ H_{3}O^{+}\ +\ Br^{-}} }
Bei der Nutzung von Carbonat als Eluent kann die Grundleitfähigkeit durch Entfernen der Kohlensäure weiter verringert werden. Dies kann z. B. durch einen zweiten Suppressor oder das Anlegen eines leichten Unterdrucks erreicht werden.

## Detektor
Die Detektionsarten werden in elektrochemische und spektroskopische Verfahren unterschieden. Zu den elektrochemischen Verfahren gehören Leitfähigkeitsdetektion und die amperometrische Detektion. Die Wahl der Detektionsart hängt von dem Trennverfahren und dem dazu benötigten Elutionsmittel ab; die Leitfähigkeitsdetektion nimmt dabei eine zentrale Stellung ein, da sie universell eingesetzt werden kann.
Die elektrische Leitfähigkeit wird in Siemens pro Zentimeter angegeben und besitzt folgende Formel:
{\displaystyle \chi ={\frac {l}{A\cdot R}}}
mit {\displaystyle l\,} = Länge des Leiters, {\displaystyle A\,} = Querschnitt des Leiters, {\displaystyle R\,} = Widerstand
Die Leitfähigkeit ist proportional zur Konzentration der Ionen, zur Ladungszahl der Ionen und zur Beweglichkeit der Ionen, damit ist eine quantitative Analyse möglich. Des Weiteren steigt die Leitfähigkeit bei Temperaturerhöhung, da die Temperatur jedoch konstant gehalten wird, ist dieser Fakt zu vernachlässigen.
Von dem Detektor wird das Signal an den Computer zur Datenverarbeitung gesendet.

## Auswertung
Die analytische Auswertung erfolgt, wie auch bei anderen Formen der Chromatographie, durch Vergleich der Flächen von Peaks. Im Rahmen einer Kalibrierung wird das Verhältnis von Peakfläche zu Konzentration eines gesuchten Stoffes mit Hilfe von Standardsubstanzen ermittelt. Zur Identifikation mehrerer Analyten dient die Retentionszeit des Stoffes. Zur quantitativen Bestimmung darf es keine Überlagerung von Peaks unterschiedlicher Substanzen geben. Dies wird entweder durch geeignete Wahl des Chromatographiesystems oder durch einen Wechsel zu einem anderen Detektionssystem gewährleistet.

## Beispielanalyse
Diese Messung wurde mit einer Kationenaustauschsäule IonPac CS18 von Dionex (Sunnyvale, USA) vorgenommen. Als Eluent diente eine wässrige Lösung von Methansulfonsäure. Erkennbar ist eine nahezu vollständige Trennung aller Komponenten. Am Beispiel von Lithium (1) und Trimethylamin (7) lässt sich die unterschiedliche spezifische Leitfähigkeit der Substanzen (nahezu gleiche Peakhöhe bei annähernd 40-fachem Konzentrationsunterschied) demonstrieren. Calcium (9) und Phenethylamin (16) weisen ein leichtes Tailing auf.
Diese Messung zeigt das Chromatogramm von Anionen in Trinkwasser (Houston, USA) nach Addition von Chlorit, Bromat und Chlorat, als Eluent wurde eine wässrige Na2CO3-Lösung eingesetzt. Die Messung wurde mit einer Anionenaustauschsäule Metrosep A Supp 7 - 250 von Metrohm durchgeführt. Erkennbar sind große Konzentrationsunterschiede zwischen den alltäglichen Anionen Chlorid, Fluorid und Sulfat gegenüber zugesetztem Chlorit und Bromat. Durch die Vergrößerung der Auflösung ist das Tailing dieser Substanzen deutlicher sichtbar. Zwischen Chlorid und Nitrit besteht in diesem Fall keine Trennung auf Basislinienniveau.